# Ориз
Оризът е семето на тревния вид азиатски ориз (Oryza sativa) или африкански ориз (Oryza glaberrima).
Към 2009 година оризът е третата най-произвеждана зърнена култура в света след царевицата и пшеницата. Тъй като значителна част от царевицата не се използва за храна от хората, оризът е най-значимата зърнена култура от гледна точка на изхранването на човечеството, като на него се пада над една пета от консумираната от хората енергия. Отглеждането на ориз е подходящо за региони със значителни валежи и ниска цена на труда, тъй като то е много трудоемко и изисква значително количество вода. Макар че произлиза от Азия, днес оризът се отглежда в различни части на света, където има добри условия за това.
Оризът обикновено се отглежда като едногодишно растение, макар че в тропическите области той може да живее и да дава реколта в продължение на 30 години. В зависимост от сорта и плодородието на почвата оризовото растение може да достигне височина 1 – 1,8 m. Листата му имат дължина 50 – 100 cm и ширина 2 – 2,5 cm. Опрашваните от вятъра дребни цветове образуват разклонени съцветия с дължина 30 – 50 cm. Използваните за храна семена представляват удължени зърна с дължина 5 – 12 mm и дебелина 2 – 3 mm.
Традиционният метод за отглеждане на ориз включва наводняването на нивата, като в същото време или непосредствено след това се засаждат младите растения. Тази технология изисква добро планиране и изграждане на напоителни системи, но ограничава растежа на по-неустойчивите плевели, които не могат да растат под вода, като в същото време отблъсква вредителите. Макар че наводняването не е задължително за отглеждането на ориз, останалите методи за напояване изискват по-големи усилия за контролиране на плевелите и вредителите, както и различни начини за наторяване на почвата.

## Използване
Оризът е основна храна за над половината от световното население. Той е най-значимият източник на хранителна енергия за 17 страни в Азия и Океания, 9 страни в Америка и 8 страни в Африка. На ориза се падат 20% от използваната хранителна енергия в света при 19% за пшеницата и 5% за царевицата.
Освен за храна, зърното от ориз се използва като суровина за производство на спирт, пудра, бира, а също така във фармацевтичната промишленост. Сламата от ориз има висока фуражна стойност, а освен това се използва за плетени изделия и за производство на фина хартия.

### Хранителна стойност
Зърното от ориз се отличава с високата си хранителност – съдържа 75 – 85 % въглехидрати и 5 – 10 % протеини. Тези два компонента са с много висока усвояемост за организма на човека – около 96 %, поради което храненето с ориз е много ефективно. Оризът е добър източник на протеини и основна храна в много части на света, но съдържаните в него протеини не са пълноценни – той не съдържа достатъчни количества незаменими аминокиселини и трябва да се съчетава с други източници на протеини, като ядки, бобови, риба или месо.
Подробният анализ на хранителното съдържание на ориза показва, че неговата хранителна стойност варира значително в зависимост от много фактори. Тя зависи от сорта и начина на предварителна обработка на зърната, както и от свойствата на почвите, върху които се отглежда оризът. Така сравнението между белия и кафявия ориз, които се различават по степента на олющване, показва значителни разлики в количеството фибри.
Сортовете ориз със специфично оцветяване обикновено имат и особености в химичния състав. Така лилавият ориз дължи цвета си на антоцианите и токолите, които имат антиоксидантни свойства. Според някои изследвания антиоксидантното действие на пигментите в червения и черния ориз намаляват или забавят формирането на атеросклерозна плака в кръвоносните съдове.

## История

### По света
В много части на Азия диворастящият ориз се използва за храна от хората от най-дълбока древност, но според преобладаващото днес мнение неговото одомашняване е извършено в долината на река Яндзъ в Китай. Археологическите данни от разкопките в Дяотунхуан показват, че в този регион диворастящ ориз се събира поне от X хилядолетие пр.н.е., но към VIII хилядолетие пр.н.е. одомашняването вече е извършено и изкуственото отглеждане на ориз е изместило събирането на диви сортове. Генетичните изследвания също показват, че всички съвременни сортове ориз произлизат от долината на Яндзъ.
Дълго време отглеждането на ориз е ограничено до неолитните култури в централните части на днешен Китай, но в края на III хилядолетие пр.н.е. то бързо се разпространява в Югоизточна Азия и на запад към Индия. В Индия оризът първо се отглежда в алувиалните равнини на север, като в южните части на полуострова се разпространява в средата на II хилядолетие пр.н.е. През следващите столетия отглеждането на ориз продължава да се разпространява на запад към Близкия изток, като археологични данни показват наличието му през I век в Суза.
Нов тласък на разпространението на отглеждането на ориз дава експанзията на исляма след VII век. През този период ориз започва да се отглежда на север към Каспийско море и до долината на Волга, на запад на Пиренейския полуостров и в Сицилия и на югозапад в Северна и Западна Африка. В Западна Африка местният африкански ориз (Oryza glaberrima) е одомашнен още през II хилядолетие пр.н.е., но дори в тези области е изместен до голяма степен от азиатския ориз, който има по-добри качества. През XV век оризът се разпространява в Италия, а след това и във Франция.
В Америка отглеждането на ориз е въведена малко след откриването на континента, като още през XVI век той се превръща във важна продоволствена култура в басейна на Карибско море и тропическите области на Южна Америка. Важна роля в този процес изиграват робите от Африка, където оризът е традиционна култура. В днешните Съединени щати, един от големите съвременни производители на ориз, културата започва да се отглежда в южните щати в края на XVII век, отново под влияние на внасяните от Африка роби. Отглеждането в Калифорния започва през XIX век, когато там се заселват голям брой китайски имигранти.
В северната част на Иран, в провинция Гилан, много Индика оризови сортове включително Gerdeh, Хашеми, Хасани и Гариб са били отглеждани от земеделските производители.

### В България
Отглеждането на ориз в България започва през XIV век по поречието на реките Марица, Тунджа и Дунав. През 1962 г. са създадени първите съвременни оризови полета в България – в гр. Съединение и в пловдивското с. Войсил. През 90-те години на XX в. с кризата на българското селско стопанство броят на оризовите насаждения рязко намалява – от 247 000 дка до 8000 – 9000 дка. През периода 2011 – 2017 г. добивът на ориз е малко повече 70 хил. тона от 120 хил. дка.
При научно изпитване 13 български сортове ориз са сравнени с 12 италиански и 3 турски сорта в Института за растителни и генетични ресурси в Садово, като резултат бяха доказани по-добрите хранителни и добивни качества на българските сортове. Българският ориз преминава стандарта и границата от 1000 kg на добив от декар. Български сортове са изпитани в Северна Македония и са показали много добри резултатиБългария е защитила 10 свои сорта ориз – ранен и с високи добиви. Нещо повече – български сортови линии ориз като „Земя“, „Мизия“, „Кубрат“, Хоризонт“, Линия-305, Линия-2, ЛМ-БП, „Гарант“, „Хоризонт“ и „Дунав“ са включени в македонската селекционна програма, се посочва в научното изследване на учените от Северна Македония Д. Андреевска, М. Менковска, Д. Андов.. През 2008 г. останалите изпитани родни сортове ориз са „Аваля“ и „ИРГР Дани“, които получават признание и впоследствие през 2009 г. е признат ранният и високопродуктивен сорт „ИРГР Вики“.

## Технология

### Отглеждане
Оризът е едно от най-продуктивните зърнено-житни култури и рекордните добиви надвишават 2000 кг/дка. Средният добив в световен мащаб е по-висок от останалите зърнено-житни – 240 кг/дка, като рекордьор е Австралия (над 600 кг/дка), следвана от Япония, Италия, Франция и др. В България средният добив варира между 350 и 450 кг/дка.
Самоходна машина за прибиране на ориз се нарича оризокомбайн.
Оризът може да дава неограничена реколта в напоени полета. Счита се, че някои оризови полета дават реколта повече от 2000 години без прекъсване.

### Болести и неприятели по ориза
Посевите от ориз се поразяват от различни болести, като основните причинители са гъбички, по-рядко вируси и бактерии. Сред най-често срещаните заболявания са:
- Мана по ориза. Причинява се от гъбичката Sclerospora macrospora. Патогенът презимува в семената, в България е рядко разпространен. Развива се добре при топли и влажни условия. Проявява се като поява на хлоротични петна от върха и страните на листата. Често метлицата не може да излезе от стъблото. Растението придобива закържавял и деформиран вид.
- Припламване (чалгън) по ориза. Причинява се от гъбичката Piricularia oryzae. Това е най-вредоносната и разпространена болест по оризовите насаждения. Болестта се разпространява аерогенно. Причинителят се запазва в растителните остатъци и лесно поразява новите насаждения. Проявява се с появата на светлокафяви петна с тъмна периферия по листото и листните влагалища. Основата или цялото коляно на метлицата потъмнява. Тя остава изправена, а семената изсъхват и наподобяват на подгорени от сух и топъл вятър.
- Фузариоза по ориза. Причиняват се от гъбичките Fusarium oxysporum, Fusarium moniliforme, Fusarium heterosporium и Fusarium graminearum. Това е също една от най-вредоносните болести по ориза, особено когато порази растението в ранните фази на развитието му. Нападнатите кълнове потъмняват и изсъхват още дори да достигнат до повърхността на почвата. Кореновата шийка и основата на стъблото при младите растения потъмняват и лесно се късат. Листата пожълтяват и загиват. При възрастните растения се проявява с потъмняване в базалната част и лесно пречупване на стъблото. Въпреки че образуват семена същите остават неразвити.
- Вирусните заболявания по ориза се причиняват от:

- Barley yellow dwarf virus
- Rice black streak dwarf virus (RGSDV)
- Rice dwarf virus (RDV)
- Rice grassy stunt virus (RGSV)
- Rice hoja blanca virus (RHBV)
- Rice necrotic mosaic virus (RNMV)
- Rice rugged stunt virus (RRSV)
- Rice stripe virus (RStV)
- Rice transitory yellowing wirus (RTYV)
- MLO
- Rice yellow mottle virus (RYMV)
- Rice tungro spherical virus (RTSV)
- Rice tungro bacilliform virus (RTBV)

- Бактериалните заболявания по ориза се причиняват от:

- Xanthomonas oryzae
- Erwinia chrysanthemi
- Pseudomonas glumae
- Pseudomonas fuscovaginae

- Неприятелите по ориза са:

- Aphelenchoides besseyi
- Meloidogyne spp.
- Hirschmaniella oryzae
- Ditylenchus angustus

### Предварителна обработка
Преди да стане готов за готвене оризът обикновено преминава през различни предварителни обработки. Първоначално от семената на ориза се отстранява плявата, като полученият продукт се нарича кафяв ориз. Обикновено лющенето продължава, докато се премахнат и триците и зародишите, като по този начин се получи бял ориз. Белият ориз е по-траен, но от него са отстранени някои хранителни вещества, и на места, където храненето е ограничено главно до ориз, кафявият ориз може да предотврати болести като бери-бери.
В някои случаи оризът се подлага и на допълнителни обработки – полиране, пропарване или смилане на брашно. Белият ориз може също да бъде обогатен чрез добавяне на хранителни вещества, най-вече такива, загубени при лющенето. Най-евтиният начин за това е добавянето на прахово покритие, но то може лесно да бъде отмито, затова понякога обогатяването става чрез покриването на зърната с неразтворимо във вода вещество.
Полирането на ориза се извършва като ръчно или със специални машини зърната се покриват с глюкоза, нишесте или талк, като по този начин придобиват привлекателен лъскав външен вид. Заради възможните здравни рискове при консумацията на талк, като увеличената вероятност за рак на стомаха, използването на талк за полиране на ориз е забранено в някои страни, а в други прилагането му е силно ограничено.
В някои региони, като Западна Африка и части от Индия, широко разпространение има пропареният ориз, който се обработва с пара, още докато е във вид на кафяв ориз. По този начин хранителните вещества от триците, най-вече тиаминът, се пренасят към вътрешността на зърната. Процесът предизвиква желатинизиране на нишестето в зърната и те стават не толкова крехки. След пропарването оризът се изсушава и се използва директно или се доолющва, при което цветът му става жълт, а не бял.
Смленият на брашно ориз има различни приложения, като производството на напитки – амазаке, орчата, оризово мляко, оризово вино. То е бедно на мазнини, протеини и целулоза, поради което има диетични качества. Оризовото брашно не съдържа глутен, поради което не може да се използва за печене на хляб, но е подходящо за безглутенови диети. От него могат да се приготвят и различни юфки.

### Готвене
Оризът, използван за готвене, има много разновидности, като основните категории са дългозърнест, среднозърнест и късозърнест ориз. Зърната на дългозърнестия ориз имат високо съдържание на амилоза и обикновено запазват целостта си след готвене, а тези на среднозърнестия имат високо съдържание на амилопектин и стават по-лепкави. Среднозърнестият ориз често се предпочита за сладки ястия, ризото или суши. Късозърнестият ориз често се използва за приготвяне на мляко с ориз.
В разговорния български език различните сортове, групирани в трите категории, се обозначават жаргонно по следния начин:
- дългозърнестите сортове са наричани китайски или оригинален китайски;
- среднозърнестите сортове са бисерен ориз, като това обозначение е превърнато и в търговско наименование. В тази група влизат и сортове ориз, които по физични качества приличат на дългозърнестите сортове, зърната са с плътна, а не бисерна (гладка) повърхност и тяхното популярно търговско наименование е ризон;
- сортовете дребнозърнест ориз са наричани просто дребен или пясъчен; в търговската мрежа се разпространяват обикновено на ниска цена, като нискокачествени сортове. В действителност, дребнозърнестият ориз е с много добри хранителни стойности, подходящ е както за добавка към ястия, така и за приготвяне на закуски и десерти, но и за стриване на прах до получаване на оризово брашно в домашни условия.

Оризът се готви чрез варене или на пара, като в процеса на готвене абсорбира значително количество вода. Може да се готви в точното количество вода, което абсорбира, или в по-голямо количество, което се отцежда преди сервиране. В Азия и Латинска Америка са популярни електрическите оризовари, които улесняват процеса на приготвяне.
Понякога преди варенето оризът се запържва за кратко, като по този начин става по-малко лепкав. Друга обработка на ориза преди готвене е накисването във вода, което намалява времето за готвене и по този начин също намалява лепкавостта на сготвения ориз. При някои сортове накисването подобрява текстурата на сготвения ориз, като увеличава размера на зърната.
Кафявият ориз може да се готви след продължително накисване в топла вода (за около 20 часа), така че зърната да покълнат. По този начин се активират някои ензими в зърната и се получава по-пълен профил от аминокиселини, включително образуването на гама-аминомаслена киселина.
Оризът може да бъде съставка на различни супи и ястия с риба и месо. Той се използва и за пълнене на зеленчуци или сарми, а в съчетание с мляко, захар и мед от него се приготвят десерти. Чрез преваряване в голямо количество вода, така че зърната да се разпаднат, от ориза може да се получи оризова каша.

## Икономика
| Страни с най-голямо производство на ориз, в милиони тонове през 2007 г. | Страни с най-голямо производство на ориз, в милиони тонове през 2007 г. |
| ----------------------------------------------------------------------- | ----------------------------------------------------------------------- |
| Китай                                                                   | 197                                                                     |
| Индия                                                                   | 131                                                                     |
| Индонезия                                                               | 64                                                                      |
| Бангладеш                                                               | 45                                                                      |
| Виетнам                                                                 | 39                                                                      |
| Тайланд                                                                 | 31                                                                      |
| Мианмар                                                                 | 31                                                                      |
| Филипини                                                                | 16                                                                      |
| Бразилия                                                                | 13                                                                      |
| Япония                                                                  | 11                                                                      |
| Пакистан                                                                | 10                                                                      |
| САЩ                                                                     | 10                                                                      |

Оризът е основна земеделска култура с голямо значение за изхранването на над половината от населението в света, включително на основната част от населението на Азия и някои области в Латинска Америка, Антилските острови и Африка.
Исторически отглеждането на ориз води началото си от Азия и днес 92% от световното производство се пада на този континент, където най-големите производители са Китай, Индия, Индонезия, Пакистан, Бангладеш, Виетнам, Тайланд, Мианмар, Филипините и Япония. В Европа се отглежда в най-южните страни, като Франция, Испания, Италия и Гърция. През втората половина на XX век световното произоводство нараства бързо от 200 милиона тона през 1960 година на повече от 678 милиона тона през 2009 година.
Около 95% от производството се пада на развиващи се страни, като само Китай и Индия произвеждат почти половината от ориза в света. В много от по-изостаналите страни той се отглежда в малки стопанства с площ до 1 хектар и с използване на примитивна технология, което води до драстични разлики в добивите. Средните добиви в Китай, където те имат най-високи стойности, достигат до 6,59 това от хектар (2009). В Индия, на която се падат над една четвърт от общо над 160 милиона хектара оризови посеви в света, средните добиви са едва 2,98 тона от хектар, а в третия в света производител Индонезия – 5,00 тона от хектар.
Освен разликите в добивите, дължащи се на изостаналите земеделски технологии, според някои изследвания между 8 и 26% или дори 40% от произведения ориз в развиващите се страни се похабява, заради лоша транспортна инфраструктура, неадекватно съхранение и лоша организация на дистрибуцията.

## В културата
- В Азия считат ориза за свещен. В Индонезия, Камбоджа и Тайланд се почита богинята на ориза и плодородието Деви Шри (Dewi Sri).[35] В Япония например има светилища, посветени на бога на ориза, наречен Инари (Inari Shrine).[36]
- На японски Хонда означава „главно оризово поле“.[37]
- Тойота произлиза от името Тойода. В превод от японски означава – „богато оризище“ или „изобилно оризово поле“.[38]